# Campeonato Mundial de Gimnasia Artística de 1911
El V Campeonato Mundial de Gimnasia Artística se celebró en Turín (Italia) entre el 12 y el 13 de mayo de 1911 bajo la organización de la Federación Internacional de Gimnasia (FIG).

## Resultados

### Masculino
| Evento                 | Oro                                                                                                   | Plata                                                                                                  | Bronce |
| ---------------------- | --- | --- | --- |
| Concurso completo ind. | Ferdinand Steiner Bohemia 168,250 pts.                                                                | Josef Čada Bohemia 167,620 pts.                                                                        | Karen Stary Bohemia Svatopluk Svoboda Bohemia 167,000 pts. |
| Caballo con arcos      | Osvaldo Palazzi Italia 24,000                                                                         | Giorgio Zampori Italia Paolo Salvi Italia 23,000                                                       | |
| Anillas                | Ferdinand Steiner Checoslovaquia 24,000                                                               | Pietro Bianchi Italia Antoine Costa Francia Dominique Follacci Francia 23,750                          | |
| Paralelas              | Giorgio Zampori Italia 24,000                                                                         | Dominique Follacci Francia 23,750                                                                      | Jules Labéeu · Bélgica · Antoine Costa · Francia · J. Lecoutre · Francia · Paolo Salvi · Italia · Ferdinand Steiner · Bohemia · Stane Vidmar · Yugoslavia · 23,500 |
| Barra fija             | Josef Čada Bohemia 24,000                                                                             | Marco Torrès Francia 23,750                                                                            | Giorgio Romano Italia Svatopluk Svoboda Bohemia 23,250 |
| Concurso por equipos   | Bohemia Josef Cada Frantisek Erben Karel Pitl Karel Stary Ferdinand Steiner Svatopluk Svoboda 974,690 | Francia Antoine Costa Marco Torrès Jules Labéeu M. Maucerier Jules Lecoutre Dominique Follacci 934,410 | Italia Osvaldo Palazzi Giorgio Zampori Paolo Salvi Pietro Bianchi Guido Romano Francesco Loi 899,860                                                               |

## Medallero
| Núm. | País       | Oro | Plata | Bronce | Total |
| ---- | ---------- | --- | ----- | ------ | ----- |
| 1    | Bohemia    | 4   | 1     | 4      | 9     |
| 2    | Italia     | 2   | 3     | 3      | 8     |
| 3    | Francia    | 0   | 5     | 2      | 7     |
| 4    | Bélgica    | 0   | 0     | 1      | 1     |
| 4    | Yugoslavia | 0   | 0     | 1      | 1     |
|      | TOTAL      | 6   | 9     | 11     | 26    |

1. 1 2 3 4 5 6 7 8 9  Medallistas originarios de la provincia de Bohemia del Imperio Austrohúngaro; la FIG reconoció posteriormente las medallas como propias de Checoslovaquia.